# NGC 1109
NGC 1109 este o galaxie lenticulară situată în constelația Berbecul. A fost descoperită în 2 decembrie 1863 de către Albert Marth. Se află la o distanță de 119,44 megaparseci de Pământ.